# Odontoloma peckorum
Odontoloma peckorum là một loài bọ cánh cứng trong họ Bọ hung (Scarabaeidae).